# 中村絅
中村 綗（なかむら けい、1905年〈明治38年〉9月10日 - 没年不詳）は、日本の都市計画家。建築行政家。建築家。建築行政と都市計画に広く関わった人物。日本国内の都市や建築の他、戦前期は台湾で活躍し、戦後は関西方面で活動する。京都市生まれ。

## 略歴
1928年（昭和3年）、京都帝国大学工学部建築学科卒業。同年に警視庁建築技師。1933年（昭和8年）から、都市計画地方委員会の技師として、愛知県に赴任。
1937年（昭和12年）から台湾に赴任。同地の都市計画令施行を受け、台湾総督府土木局都市計画技師に就任。2年前から台湾に赴任していた京都帝大の先輩である内務局土木系技師の早川透とともに、都市計画事業にまい進する。こうして、1940年に実施する台北の都市改造計画など、台湾各地の都市計画にかかわる。
中村はこの時期、台湾都市計画委員会委員の傍らで講習会の講師も担当し、さらに行政官として台湾に土地区画整理に関する研究を進めている他、興亜院と海軍省の依頼を受けて、主に厦門と海南島における都市計画に関する調査を行っている。
総督府では数回にわたって都市計画関係講習会講師を担当する。早川が専門外の建築に関する事項、主に都市の計画の中で建物と比較的関係がある部分を担当した。
1938年（昭和13年）第3回の都市計画講習会で、地域地区制と建築物を、1940年（昭和15年）の第4回都市計画講習会で、地域地区と建物を担当。1940年（昭和15年）から防空講習会として、都市の防空対策を教示。
戦後は、日本損害保険協会大阪支部、損害保険料率算定会大阪駐在員事務所に籍を置き、1959年には共同設計専務となる。日本建築協会、新日本建築家集団に参加し、同団体の手がける関西での建築を担当する。1972年、たまの善書房から発行された『近代日本建築学発達史』では都市計画の章で台湾の都市計画についての執筆を担当している。なおこの著での自身の肩書きは「街づくりコンサルタント」としている。
音楽はヴァイオリンやピアノを演奏し、登山やテニスなど趣味も多彩だったという。

## 著作
- 都市計画（日本科学社, 1948年）NDLJP:1153506
- 建築物の水害に関する研究 (日本建築学会論文報告集 (65), 118-122, 1960年6月号）
- 30年後の大阪(建築と社会 35(9), 30-32, 1954年9月号）
- 建築基準法による耐火構造,防火構造等と火災保険料率書との喰違い(損害保険研究 15(1), 107-121, 1953年2月号）
- 工場に於ける消火施設-1- (予防時報 (8), 46-48, 1952年1月号）NDLJP:3250397/25
- 工場に於ける消火施設-2- (予防時報 (9), 17-18, 1952年4月号）NDLJP:3250398/11
- 広島駅前の大火-頻発する大火 (防災 (10), 13-16, 1949年7月号）NDLJP:2805149/8
- 薹灣國土計畫に於ける課題 (建築學會論文集 (29), 359, 1943年5月号）
- 市浦氏「建築生産の合理化」を讀みて (建築雑誌 52(635), 145-147, 1938年2月号）
- 臺灣に於ける建築行政政戰時體制「建築簡素化」に就て（建築雑誌 57(700), 535-536, 1943年7月号）
- 臺灣に於ける住宅建築に就て（建築雑誌 53(655), 1211-1213, 1939-10月号）
- 煉瓦造を再認識せよ（建築雑誌 53(648), 337, 1939年3月号）